# لایاسالو
لایاسالو (به فنلاندی: Laajasalo) یک منطقهٔ مسکونی در فنلاند است که در جنوب شرق هلسینکی واقع شده‌است. یالاسالو ۱۶٫۵۵ کیلومتر مربع مساحت و ۱۸٬۸۷۶ نفر جمعیت دارد.